# Gallerie del museo di giustizia
Le Gallerie del Museo di Giustizia (conosciute anche come Shire Hall) sono un museo privato e un ente benefico di Nottingham, Regno Unito, situate sulla High Pavement nel quartiere Lace Market.
Le aule di tribunale, ivi locate, risalgono al XIV secolo mentre il carcere risale almeno al 1449. Le prigioni sono ancora lì. Vi era anche una stazione di polizia funzionante dal 1905 al 1985 chiusa nel 1986. Il museo è ospitato in quello che una volta era un tribunale vittoriano, una galera e stazione di polizia ed è quindi il luogo storico in cui un individuo avrebbe potuto essere arrestato, condannato e giustiziato.
Il museo sta sperimentando da aprile 2012 l'uso dei codici QRpedia.